# Madame X (John Singer Sargent)
Pour les articles homonymes, voir Madame X.
Madame X ou Portrait de Madame X est un portrait réalisé en 1884 par John Singer Sargent d'une jeune et belle expatriée de Louisiane, Virginie Gautreau, femme du banquier parisien Pierre Gautreau et figure de la « bonne société » parisienne de l'époque.  
Sargent présente une femme qui pose avec ostentation dans une robe de satin noir retenue par des bretelles incrustées de pierres précieuses. Le portrait est caractérisé par le ton pâle de la chair du sujet qui contraste avec la couleur sombre de la robe et de l'arrière-plan.

## Scandale
Virginie Gautreau n'a pas commandé la peinture et Sargent l'a poursuivie pour obtenir cette chance, contrairement à la plupart de ses portraits, pour lesquels c'était les clients qui le sollicitaient. Sargent a écrit à l'une de leurs connaissances communes :

« J'ai grand désir de peindre son portrait et j'ai raison de croire qu'elle le permettra et s'attend à ce que quelqu'un propose un tel hommage à sa beauté. … Vous pouvez lui dire que je suis l'homme d'un prodigieux talent »

Il lui faut toute une année pour achever le portrait. La première version du portrait, avec son fameux décolleté, sa peau si blanche et son port de tête altier sur une bretelle tombée de son épaule donne un effet global encore plus audacieux et sensuel que la version actuelle. Lorsqu'il est présenté à Paris au Salon des artistes français de 1884, cette « froide sensualité » déclenche un scandale, le tableau se voit « unanimement condamné » : la couleur de la peau est associée à celle d'un cadavre (Virginie Gautreau était connue pour son teint pâle qu'elle accentuait au moyen d'une poudre de couleur lavande) ; la bretelle tombée, à des mœurs légères ; la tête de profil hautaine et la position peu naturelle du corps déplaisent au public et à la critique. La mère de Virginie Gautreau s'exclame : « Ma fille est déshonorée ! »
Sargent remet en place la bretelle pour tenter d'apaiser les esprits, mais le mal est fait. Les commandes françaises se tarissent et il admet à son ami Edmund Gosse en 1885 qu'il envisage d'abandonner la peinture pour la musique ou les affaires. Finalement, il part s'installer à Londres, vend son atelier parisien du boulevard Berthier à Giovanni Boldini et poursuit en Angleterre sa carrière de portraitiste.
À propos de la réaction du public, la femme de lettres Judith Gautier (1845-1917) écrit : 

« Est-ce une femme ? Une chimère, la licorne héraldique cabrée à l'angle de l'écu ? Ou bien l'œuvre de quelque ornemaniste oriental à qui la forme humaine est interdite et qui voulant rappeler la femme, a tracé cette délicieuse arabesque ? Non, ce n'est rien de tout cela (…) Si ce sein bleu, ces bras serpentins, ce teint où l'héliotrope est pétri avec la rose, ce profil effilé, cette lèvre pourpre, ces yeux demi-clos, veloutés d'ombre, ont en effet quelque chose de chimériques, cela tient uniquement à la chimérique beauté que la toile évoque… »

## Destin de l'œuvre
Sargent, à propos de Madame X, écrit en 1915 : « Je suppose que c'est la meilleure chose que j'ai faite ». Il exhibera fièrement cette toile dans son studio de Londres jusqu'à ce qu'il la vende au Metropolitan Museum of Art de New York, en 1916, quelques mois après la mort de Madame Gautreau.
En raison de la dispute entre John Singer Sargent et Virginie Gautreau, le nom de cette dernière est effacé du tableau par l'artiste et remplacé par « Madame X »,.

## Influence

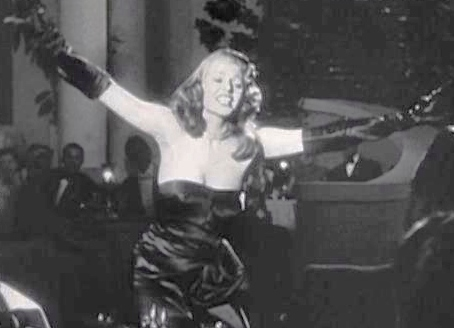
Rita Hayworth chantant Put the Blame on Mame dans Gilda.

En 1946, pour le numéro musical Put the Blame on Mame dans le film Gilda de Charles Vidor, le couturier Jean-Louis s'inspire de la robe visible sur le tableau de Sargent pour créer la robe portée par Rita Hayworth. Tout comme le peintre, qui dut, en raison du scandale, remettre en place les bretelles de la robe qu'il avait négligemment fait tomber de l'épaule de son modèle, Jean-Louis fit un fourreau qui laisse nues les épaules de l'actrice. Dans la peinture, comme dans le film, c'est le contraste entre le noir des robes et le blanc des carnations qui attire les regards.
Ce tableau apparaît dans la série This Is Us, saison 4, épisode 16 « New York, New York, New York », où il est contemplé par Rebecca, la mère des triplés.

## Sources
- (en) Trevor Fairbrother, John Singer Sargent, New York, Harry N. Abrams en association avec le National Museum of American Art, coll. « The Library of American art », 1994, 157 p. (ISBN 0-8109-3833-2).
- Benoît Noël et Jean Hournon, « John Singer Sargent (1856 - 1925) : Portrait de Madame***, 1884 », dans Parisiana : La capitale des peintres au XIXe siècle, Paris, Les Presses franciliennes, 2006, 159 p. (ISBN 978-2-9527214-0-0, présentation en ligne, lire en ligne), p. 100–105.
- (en) Stanley Olson, John Singer Sargent : His Portrait, New York, St. Martin's Press, 1986, 309 p. (ISBN 0-312-44456-7).
- (en) Richard Ormand et Elaine Kilmurray, John Singer Sargent : Complete paintings, vol. 1 : The Early Portraits, New Haven, Yale University Press pour le Paul Mellon Centre for Studies in British Art, 1998, 278 p. (ISBN 0-300-07245-7).